# میله (شهر الجزایری)
میلا (عربی: ميلة) نام باستانی میلویس یک شهر در شمال شرقی الجزایر و مرکز استان میله است.